# Dude Perfect
Dude Perfect là một nhóm giải trí thể thao với việc tải những video mới lên kênh YouTube. Nhóm này hiện đang có 5 thành viên tất cả: anh em song sinh Coby và Cory Cotton, Garrett Hilbert, Cody Jones và Tyler Toney, tất cả thành viên của Dude Perfect đều đã từng là cựu vận động viên bóng rổ và đã học ở trường Đại học Texas A&M. Các thành viên trong nhóm đều đã từng được ghi vào Sách Kỷ lục Guinness. Kênh của họ hiện đã có tất cả hơn 5 tỉ lượt xem và tên kênh của nhóm, "Dude Perfect", hiện đang có 49 triệu lượt đăng ký tính đến ngày 17 tháng 2 năm 2020. Kênh này hiện đang đứng thứ 7 trên bảng xếp hạng, trở thành kênh được đăng ký nhiều nhất Hoa Kỳ, và là kênh có lượt đăng ký cao nhất ở thể loại thể thao. Hiện tại họ đang có ý định cạnh tranh với PewDiePie, kênh YouTube nhiều lượt đăng ký nhất, với hashtag #TieThePie

## Thành viên

### Hiện tại
- Tyler Toney (sinh: 24 tháng 3, 1989 (36 tuổi)
- Coby Cotton (sinh: 17 tháng 7, 1987 (37 tuổi)
- Cory Cotton (sinh: 17 tháng 7, 1987 (37 tuổi)
- Cody Jones (sinh: 10 tháng 9, 1987 (37 tuổi)
- Garrett Hillbert (sinh: 13 tháng 5, 1987 (37 tuổi)

## Các video có nhiều lượt xem nhất
Tính đến  ngày 21 tháng 7 năm 2021
| Số  | Tên video                  | Ngày đăng tải        | Số lượt xem (triệu) |
| --- | -------------------------- | -------------------- | ------------------- |
| 1.  | Water Bottle Flip 2        | 21 tháng 11 năm 2017 | 390                 |
| 2.  | Real Life Trick Shorts 2   | 23 tháng 1 năm 2018  | 309                 |
| 3.  | Ping Pong Trick Shots 3    | 4 tháng 4 năm 2017   | 308                 |
| 4.  | Real Life Trick Shots      | 26 tháng 5 năm 2017  | 232                 |
| 5.  | Airplane Trick Shots       | 29 tháng 8 năm 2017  | 230                 |
| 6.  | Ping Pong Trick Shorts 2   | 17 tháng 2 năm 2015  | 212                 |
| 7.  | RC Edition                 | 8 tháng 12 năm 2015  | 197                 |
| 8.  | Beach Stereotypes          | 4 tháng 7 năm 2017   | 183                 |
| 9.  | Fidget Spinner Trick Shots | 20 tháng 6 năm 2017  | 170                 |
| 10. | Card Throwing Trick Shots  | 18 tháng 7 năm 2017  | 169                 |

* Nguồn: YouTube

## Các thể loại video
- Newest[13]
- Most Popular[14]
- Stereotypes[15]
- Trick Shots[16]
- Battles[17]
- Athletes & Celebs[18]
- OVERTIME: Season 1[19]
- Wipeout[20]
- Dude Perfect™ Panda[21]
- Bro Mo - Guy Things in Slow Mo[22]

* Nguồn: YouTube

## Các nút Play đã có

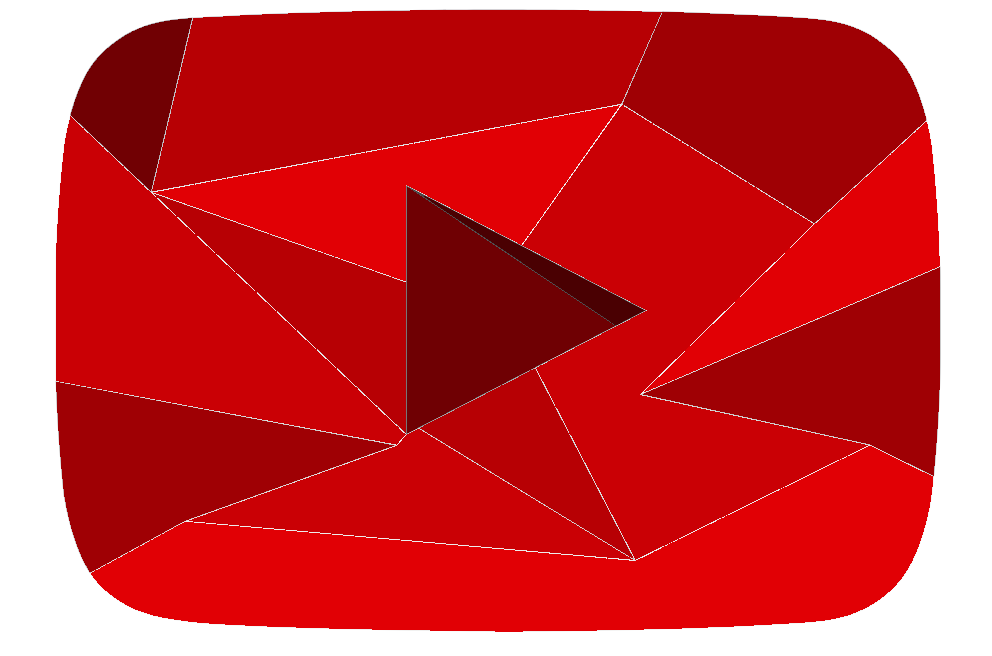
Nút Play Ruby 2020

- Nút Play Bạc: 2011
- Nút Play Vàng: 2013
- Nút Play Kim cương: 2016
- Nút Play Ruby 2020